# Обстріли Львова та області (з 2022)
Обстріли Львова та Львівської області розпочалися після початку вторгнення Росії в Україну. У березні 2022 році обстріляними були Яворівський полігон, Львівський державний авіаційно-ремонтний завод,  Львівський бронетанковий завод та нафтобаза[⇨]. У квітні  ракета влучила у станцію технічного огляду автомобілів, через що загинуло 7 людей. Восени 2022 року відбувалися атаки на енергетичні об'єкти, через що постачання зв'язку, електроенергії та води відбувалося не регулярно[⇨].
У березні 2023 року ракета впала на житлову зону в селі Велика Вільшаниця, через що загинуло 5 людей[⇨]. У червні 2023 року місто було вперше атаковане дронами Shahed 136[⇨], а 6 липня сталась «найбільша атака на цивільну інфраструктуру міста» за словами Андрія Садового; через влучання 3 ракет загинуло 10 людей та пошкоджено більше десятка будинків цивільної інфраструктури[⇨]. У серпні та вересні 2023 року була атакована місцевість Сигнівка: 15 серпня уламки ракет спричинили пожежу житлових будинків[⇨], а 19 вересня камікадзе-дрони впали на складські приміщення, через що загинула одна людина[⇨]. 29 грудня 2023 через влучання дронів та ракет сталося кілька влучань у місті та області, зокрема у районі Сихів, через що було пошкоджено більше десятка будинків та загинула 1 людина[⇨].
1 січня 2024 року уламками безпілотників був знищений музей Шухевича та пошкоджений корпус університету природокористування[⇨]. На початку вересня сталася ракетна атака на центр Львова, внаслідок якої було пошкоджено кілька десятків будинків, в тому числі історичні пам'ятки архітектури; загинуло 7 людей[⇨].
Загалом через обстріли Львівщини та Львова під час російського вторгнення загинуло 33 та було поранено 195 мирних жителів.

## Хронологія

### 2022

#### Лютий
24 лютого на Львівщині ворожі війська атакували три військові частини — у Бродах, Новому Калинові та Кам'янці-Бузькій близько 07:30.

#### Березень
Зранку 13 березня російські війська з акваторії Чорного та Азовського морів здійснили авіаудар по Яворівському військовому полігону. Літаки піднялися з авіабази «Енгельс-2» в Саратовській області. Загалом вони випустили більше 30 ракет, 8 з яких влучили у Яворівський військовий полігон. Внаслідок цього загинуло 64 особи, ще понад 20 зникло без вісти. У коригуванні вогню підозрюють 71-річний львів’янина, майора КДБ у відставці з 1990 року, колишнього керівника «Російського товариства імені О. Пушкіна» Олександра Косторного, над ним триває суд.

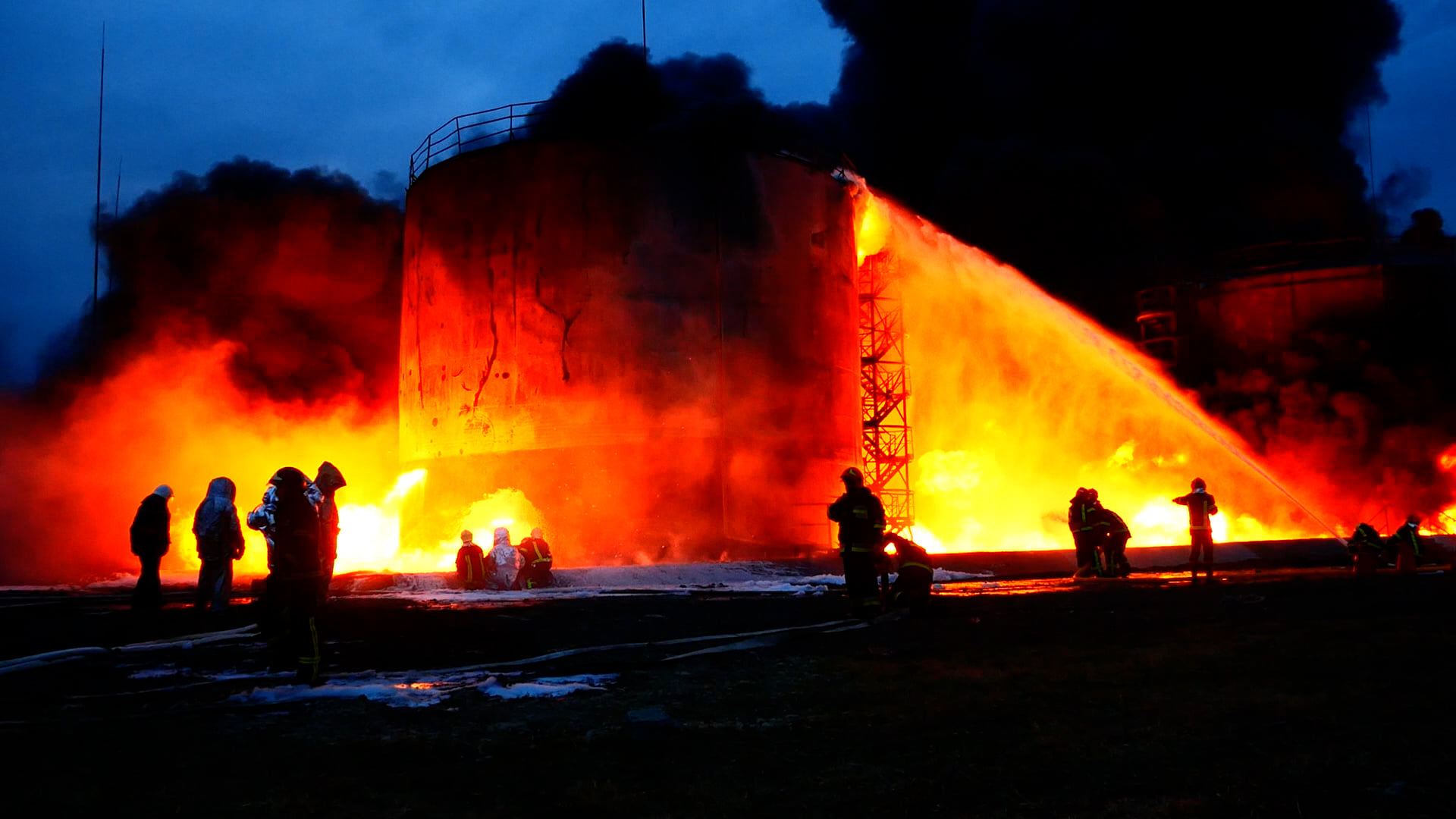
Пожежа на нафтобазі 26–27 березня 2022 року

Зранку 18 березня окупаційні війська випустили 6 ракет Х-555 в бік Львова, цілячись в Львівський державний авіаційно-ремонтний завод. 2 ракети були перехоплені та знищені силами ППО України, інші 4 зруйнували будівлю заводу. Внаслідок обстрілу отримала поранення одна особа.
Близько 16:30 години 26 березня російські війська завдали ракетного удару по нафтобазі у місцевості Великі Кривчиці, загалом було зафіксовано 3 вибухи. Внаслідок удару здійнялася пожежа, однак пошкоджень житлових кварталів чи інших об'єктів не було. Зі слів голови Львівської ОВА Максима Козицького, за попередніми даними постраждали 5 осіб.
Згодом о 20 годині був здійснений ще один ракетний обстріл по Львівському бронетанковому заводу, результатом якого стали «досить серйозні руйнування». Андрій Садовий повідомив, що в одній зі шкіл поблизу місця удару ударною хвилею розбиті вікна. Постраждалих немає. Згодом стало відомо, що по кожному з об'єктів влучили по 2 ракети, однак командування Повітряних сил ЗСУ каже про 6 ракет, випущених по Львову.
Така активність російських військ пов'язується з промовою Президента США Джо Байдена у сусідній Польщі, яка відбулася одразу після ракетних ударів.
Війська Протиповітряної оборони України 28 березня збили три ворожі ракети у Золочівському районі.

#### Квітень
Винищувачі окупантів 5 квітня намагались обстріляти об'єкти цивільної інфраструктури Львівської області із території Білорусі, однак сили ППО збили дві ракети у місті Радехів.

Зранку 16 квітня окупанти завдали ракетних ударів по Львівській області з літаків Су-35, що злетіли з аеродрому Барановичі з території Білорусі. Підрозділи зенітних ракетних військ Повітряного командування «Захід» Повітряних сил ЗСУ знищили чотири крилаті ракети.
Зранку 18 квітня 2022 року за інформацією Повітряного командування «Захід» відбулося чотири ракетні удари по Львову, з них три удари по об'єктах військової інфраструктури, один — по шиномонтажу. Внаслідок влучання сталися пожежі, об'єкти зазнали суттєвих пошкоджень. За даними голови Львівської ОВА Максима Козицького, загинуло 7 людей, а 11 людей, серед яких дитина, мають поранення.
На станції технічного обслуговування внаслідок вибуху ракети було пошкоджено або знищено близько 40 автомобілів. В момент удару тут працювало 20 людей, четверо із них загинули, троє отримали осколкові поранення, один — в тяжкому стані.
Ракета пошкодила всю територію СТО — автомобілі і будівлі; від ударної хвилі повилітали двері, вікна, лобові вікна в автомобілях, фари, охоронна будка. Пожежа, яка спалахнула, перекинулася на шини, через що весь район був охоплений чорним димом.
За даними керівника Львівської ОВА Максима Козицького «Попередньо встановлено, що ракети по Львову були випущені з літаків, які летіли з Каспійського напрямку.» Цілком імовірно, що насправді ціллю була не СТО, а залізничний вокзал.
Згодом, після ракетного обстрілу у Львові, прозвучала друга сирена тривоги, зі слів Козицького, небезпека була зі сторони Чорного моря, але ракети не долетіли.
25 квітня близько 08:30 була обстріляна тягова підстанція залізничної станції «Красне».

#### Травень
3 травня був обстріляний Львів. Міський голова Андрій Садовий заявив, що відомо щонайменше про 5 вибухів, у місті пошкоджені три електропідстанції, в частині міста почалися перебої з електро- та водопостачанням. 2 людини отримали поранення.
15 травня у об'єкт військової інфраструктури у Яворівському районі за 15 км від Польщі влучили 4 ракети. Ще 2 ракети збила ППО. Ракети були запущені з акваторії Чорного моря, імовірно з підводних човнів.
17 травня було потрапляння ракети по залізничній інфраструктурі у Яворівському районі. Три крилаті ракети було знищено підрозділами ППО. У Львові було чути вибухи, але жодна ракета у місті не приземлилась.

#### Червень
1 червня відбувся обстріл залізничної інфраструктури у Стрийському районі. Отримали поранення 5 осіб.
14 червня війська Протиповітряної оборони України збили ракету над Золочівським районом, уламками пошкоджено 26 будинків, найбільше — цегельний завод. Поранення отримали 6 осіб.
25 червня у Яворівському районі ворог завдав ракетного удару по військовому об'єкту. ППО вдалося збити дві крилаті ракети, чотири влучили в ціль. Внаслідок ракетного удару четверо постраждалих.

#### Серпень
Ввечері 2 серпня Львівська ОВА повідомила про вибухи в Радехові. Згодом стало відомо, що ціллю була військова частина у Червоноградському районі, а Командування повітряних сил ЗСУ уточнило, що російською ракетою був уражений зенітно-ракетний комплекс.

#### Жовтень
10 жовтня по Львівській області було запущено 15 ракет, 7 з яких вдалося збити силам ППО. Цілями ракет, що залишися стали об'єкти критичної інфраструктури міста, російські ЗМІ повідомляли, що однією з цілей атаки могла бути Львівська ТЕЦ-1. Майже все місто залишилося без електро- та водопостачання, а також мало проблеми із мобільним зв'язком. На ранок наступного дня електропостачання відновили майже всюди.
11 жовтня були завдані 3 удари по енергетичній інфраструктурі Львова через що 30 % міста, найбільше у Сихівському та Франківському районах, залишилилось без електропостачання. Поранення отримала 1 людина.
13 жовтня по території Львівської області випустили 6 ракет, 4 з яких вдалось збити силам ППО. Цілями 2 ракет, що залишилися став військовий об'єкт у Золочівському районі.
22 жовтня над Львівщиною було збито кілька російських ракет.

#### Листопад
4 листопада над Львівщиною збили дрон-камікадзе Shahed 136.

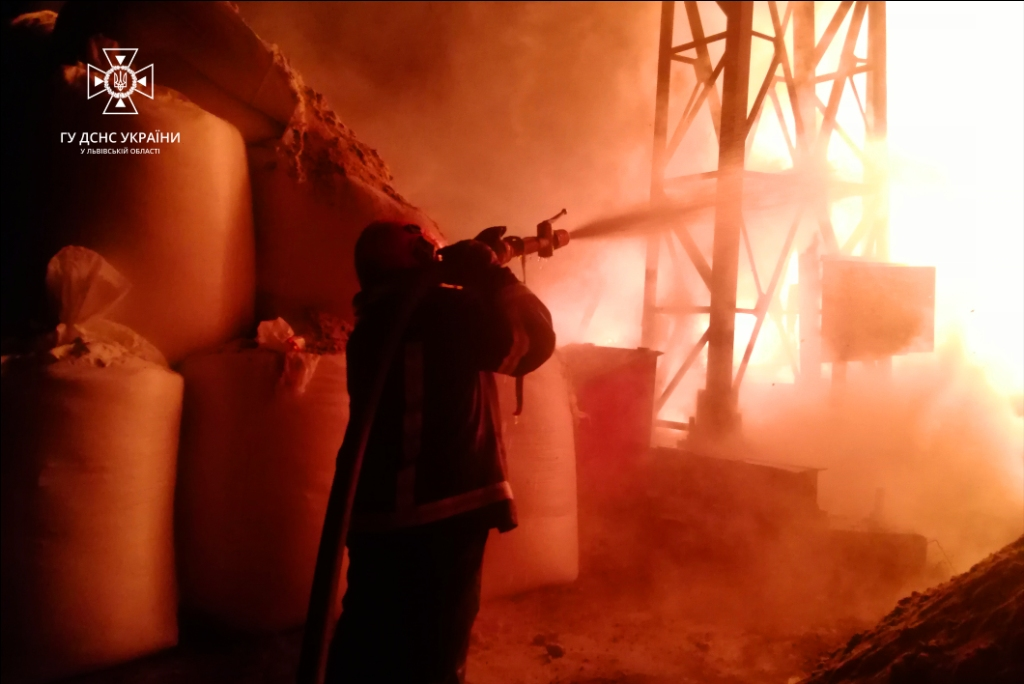
Гасіння пожежі, яка виникла у наслідок обстрілу 15 листопада у Львівській області

15 листопада відбувся наймасштабніший обстріл всієї території України. Львівщину атакували понад 10 російських ракет, більшість з яких збили сили ППО. Ті, що залишись влучили у 3 «об'єкти критичної інфраструктури». 80 % Львова, а також частина Яворівського, Золочівського та Червоноградського районів залишилися без світла та опалення. Були перебої зі з'язком, мобільним інтернетом та водопостачанням. У результаті обстрілу з важким пораненням госпіталізували одну людину.
23 листопада, після оголошення масштабної повітряної тривоги на всій території України, було зафіксовано два ракетних удари по елекропідстанції у Львівскій області. Станом на 15:07, Львів був повністю знеструмлений, було відсутнє опалення та постачання води. Без електроенергії залишились також Яворівський та Червоноградський райони. Приблизно 1.5 млн людей залишились без світла. У Львові, трамваї та тролейбуси тимчасово не курсували. 70 % світлофорів у місті — не працювало. На території міста Львова влучань ракет не зафіксовано. За даними голови Львівської ОВА, Максима Козицького, на Львівщину преліто загалом 5 ракет, три з яких успішно збили сили ППО.

#### Грудень
29 грудня частину ракет, які запустив ворог, на Львівщині збили. Зокрема, збили російську ракету над територією Пустомитівської громади.
По Львівській області ворог випустив 6 ракет, з них 4 збили сили ППО. Сили ППО знищили 70 % ракет, які летіли над Львівщиною. Є два попадання в електропідстанцію.

### 2023

#### Січень
14 січня сталося влучання в об'єкт енергетичної інфраструктури у Львівській області через що сталась пожежа. Сили ПВК «Захід» збили одну ракету.

#### Лютий
10 лютого була здійснена чергова ракетна атаку на Львівщину. Сили ППО збили над областю дев'ять ракет, однак були і влучання. Одна ракета потрапила в об'єкт енергетичної інфраструктури, ще одна впала поруч з автобусною зупинкою у селі на Золочівщині і не здетонувала. Ще одна впала неподалік санаторію у Львівському районі. Вибуховою хвилею у будинку вибило частину вікон. Розрахунком ПЗРК "Перун" 125 окремої бригади ТрО, в районі Ходорова (50 км від Львова), було знищено російську крилату ракету КРМБ "Калібр".
16 лютого уночі одразу три російські ракети влучили в об'єкт не енергечної інфраструктури на Дрогобиччині. Пожежу, яка виникла, ліквідували. На сусідній вулиці зруйнувалася стіна магазину, а в гімназії поруч вибило вікна, без постраждалих.

#### Березень

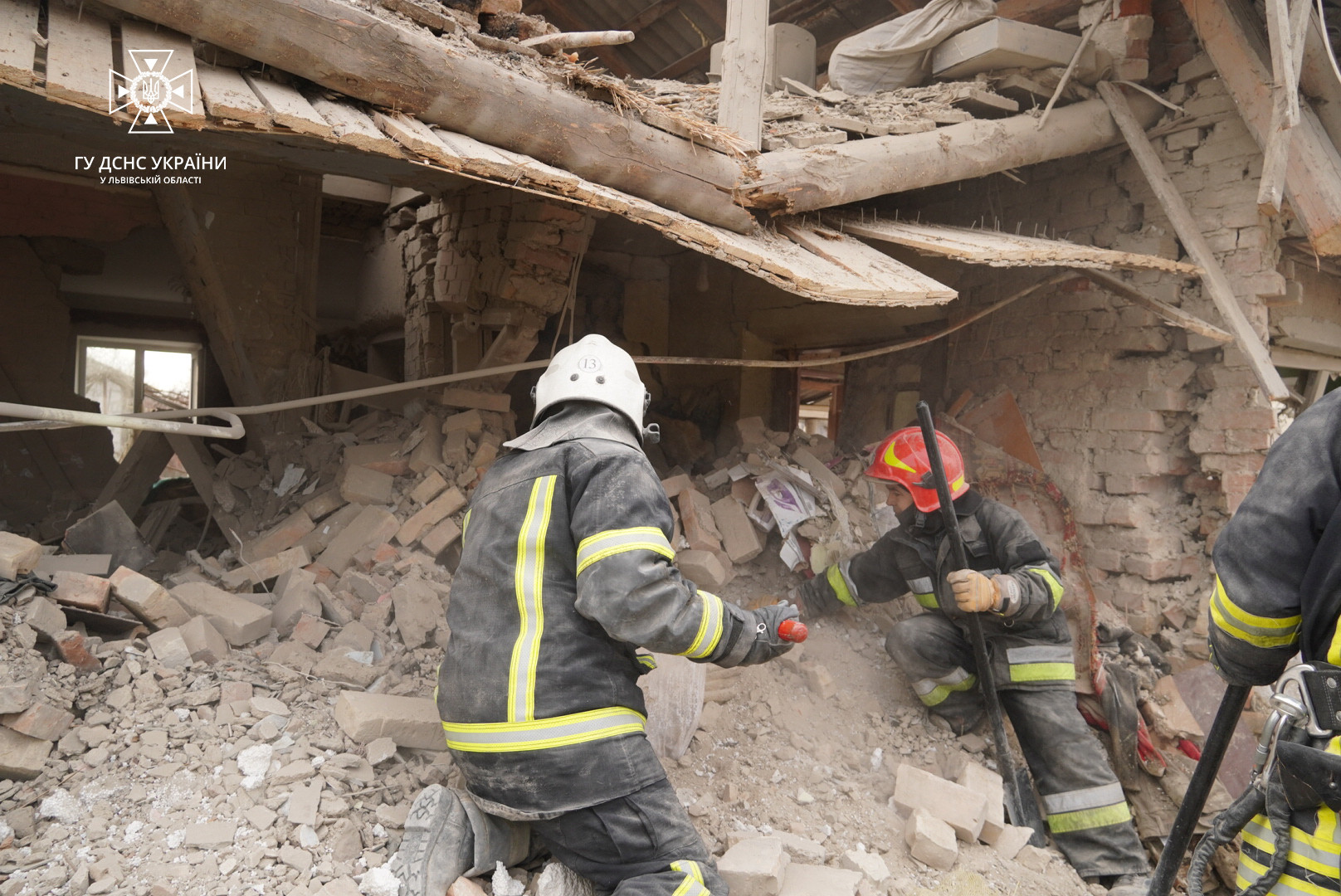
ДСНС ліквідовує наслідки удару 9 березня

9 березня під час масованого ракетоного удару по території України, одна російська ракета впала на житлову зону в селі Велика Вільшаниця Золочівського району. Пожежа, що утворилась, знищила три житлові будинки, три автомобілі, гараж і кілька господарських будівель. Загинуло 5 людей.
18 березня Львівщину атакувало шість дронів-камікадзе типу Shahed 136. Три збили сили ППО. Ще три безпілотники влучили в нежитлові приміщення у Яворівському районі.

#### Травень
19 травня ПвК «Захід» знищили над Львівщиною 5 бойових дронів. Через падіння уламків був частково знеструмлений 1 населений пункт. 25 травня в область долетіло 10 дронів, всі з яких збили.
29 травня над Золочівським районом було збито ракету. Від уламків згоріла господарська будівля та трактор.

#### Червень
Зранку 20 червня у Львові сталося 3 влучання в «об'єкт критичної інфраструктури» дронами Shahed 136. Було чути роботу стрілецької зброї. Через влучання була перекрита вулиця Вітовського та зазнали змін троє трамвайних маршрутів. Згодом голова Львівської ОВА Максим Козицький повідомив, що місці влучання виникла пожежа, було «пошкоджене перекриття між поверхами, вибиті вікна», однак постраждалих не було.

#### Липень
6 липня, Львів зазнав чергової ракетної атаки. 7 з 10 ракет типу Калібр були збиті ППО, обламки яких впали у Золочівському та Львівському районах, інші потрапили у різні об'єкти на території міста. Приліт стався у «об'єкт критичної інфраструктури» та житловий будинок на вулиці Стрийській. Внаслідок удару по багатоповерхівці, загинуло 10 людей, 42 отримали поранення, серед них — три дитини, 7 людей було врятовано та 64 евакуйовано. Були пошкоджені 50 квартир, 50 автомобілів, офісний центр, електропідстанція, школи та гуртожитки Львівської політехніки. Андрій Садовий назвав влучання «найбільшою атакою на цивільну інфраструктуру міста від початку повномасштабного вторгнення». У місті оголосили дводенну жалобу. 10 укриттів було зачинено під час повітряної тривоги через що відкрили кримінальне провадження. 100 мільйонів було виділено на ліквідацію наслідків обстрілу.

#### Серпень
15 серпня близько 4:55 був нанесений ракетний удар по Львову та області, пошкоджено понад 120 житлових приміщень, поранено 15 людей. Через атаку була перекрита вулиця Ряшівська. Уламки пошкодили будинки у селах Ставчани та Суховоля.

#### Вересень
Рано зранку 19 вересня 18 дронів типу Shahed 136 намагались атакувати місто. BBC News Ukrainian повідомила, що дрони пролітали низько над історичним центром Львова та, зокрема, площею Ринок. За даними влади, 15 дронів вдалось збити, однак 3 інші впали на складські приміщення благодійної організації Карітас-Спес Україна та виробника вікон Fakro на вулиці Городоцькій, частину якої перекрили. Загинув один працівник складу, ще 2 отримали поранення.
Зранку 21 вересня було завдано 3 ракетних ударів по промислових об'єктах Дрогобича.

#### Листопад
3 листопада Львівську область було атаковано 16-ма безпілотниками. Максим Козицький повідомив про загрозу влучань у Львові, Яворові, Стрию та Моршині. Згодом було повідомлено, що незважаючи на зусилля ППО, відбулось 5 влучань в «об'єкт критичної інфраструктури».

#### Грудень

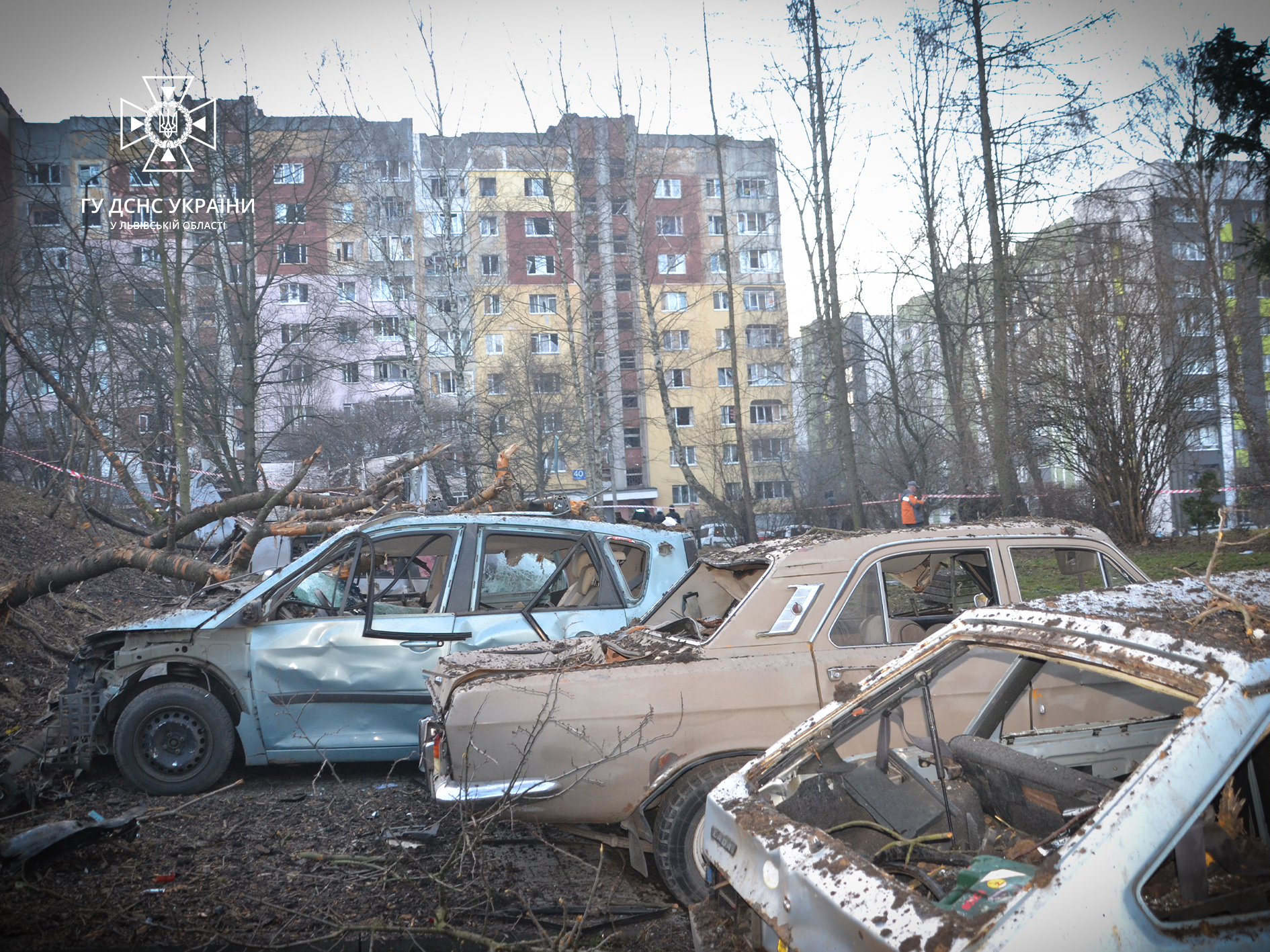
Пошкодження внаслідок ракетного удару на Сихову 29 грудня

В ніч на 29 грудня близько 4:17 ранку, Львівська область була атакована 14 безпілотниками, з яких 8 було знищено. Сталось 2 влучання в місті, зокрема в одному з підприємств Львова. Однак вже о 7 ранку, 15 далекобійних ракет різних типів атакували місто та область знову. 10 ракет було збито, однак сталось 2 влучання на території міста, а тому числі у багатоповерхівку на вулиці Хоткевича. Поруч було пошкоджено 10 інших житлових будинків, в тому числі 3 навчальні заклади розташовані поруч: ліцей «Оріяна» та інші. Один чоловік загинув, 19 людей отримали поранення. Місто виділило 35 млн грн на ліквідацію пошкоджень. Також за результатами ракетного удару, у Дрогобицькому районі сталось влучання у інфраструктурний об'єкт, а у Стрийському та Львівському районах впали уламки від роботи ППО. В результаті ракетної атаки на Львівщину загинув колишній баскетболіст Віктор Кобзистий.

### 2024

#### Січень

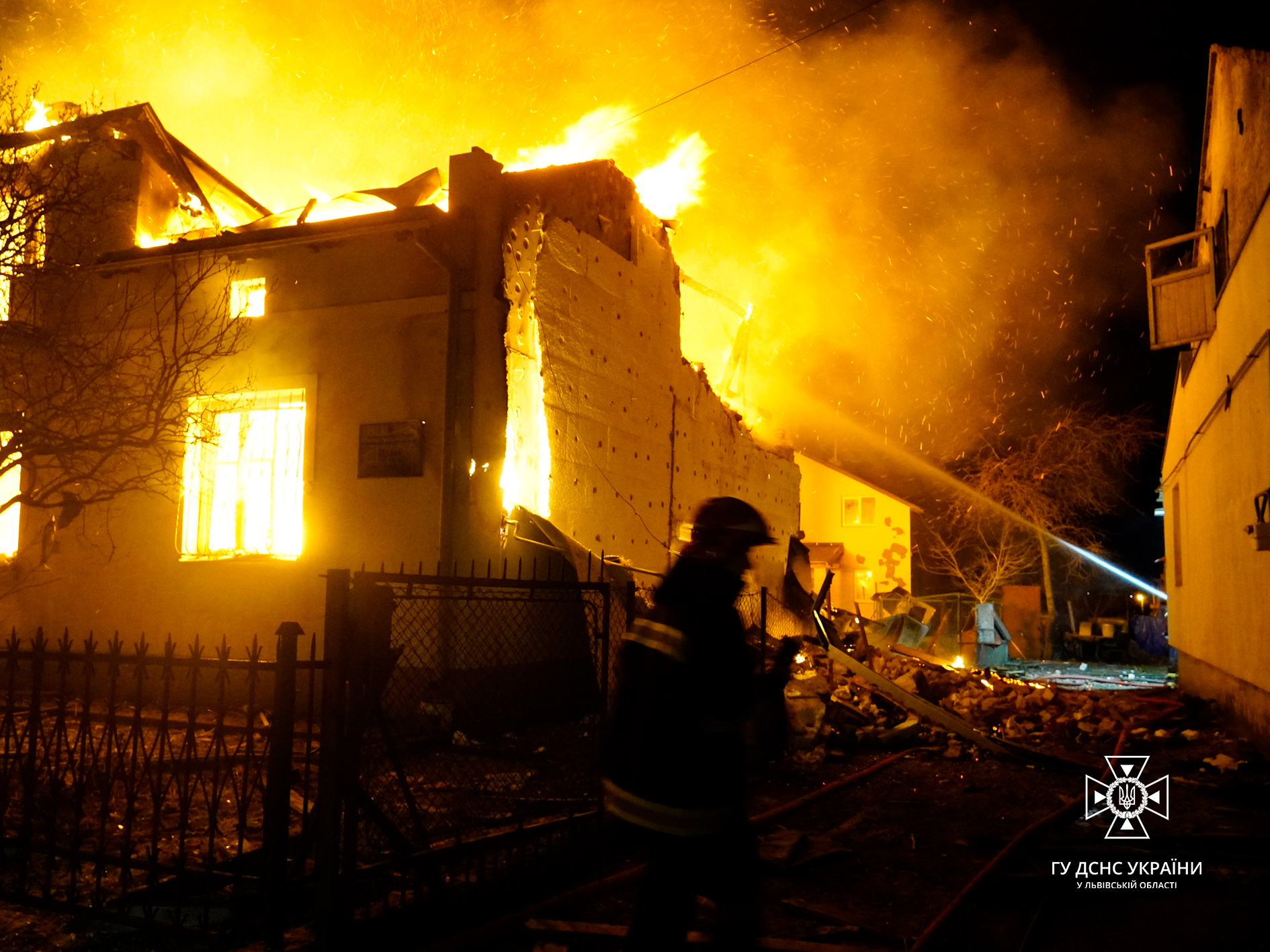
Пожежники гасять палаючий музей Шухевича, внаслідок атаки 1 січня

1 січня внаслідок атаки БпЛА Шахед-136, уламками було знищено меморіальний музей Романа Шухевича у місцевості Білогорща та пошкоджено дах головного корпусу Львівського національного університету природокористування в Дублянах, без людських жертв.

#### Лютий
7 лютого у Дрогобичі відбулося влучання у промисловий об'єкт, без жертв. У одному з сіл Миколаївської громади було знайдено уламки ракети, яка не задетонувала.
15 лютого внаслідок ракетної атаки була зазнала руйнувань трансформаторна підстанція у Франківському районі міста. Вибуховою хвилею від ракети, що впала в землю, було пошкоджено 19 житлових будинків, дитячий садочкок №165, ліцей №45 та приватна Школа вільних та небайдужих. 3 людини отримали поранення.

#### Березень
22 березня внаслідок атаки БпЛА Shahed 136 відбулося влучання в об'єкт енергетичної інфраструктури у Стрийському районі, без постраждалих.
24 березня відбулися повторні атаки на Стрийський район, вночі та вранці за допомогою БпЛА та ракет. У першій атаці летіло близько 20 ракет і 7 шахедів по об'єктах критичної інфраструктури. Через декілька годин росіяни цілили у тому ж напрямку ракетами Х-47М2 «Кинджал», попередньо відомо про два влучання у той самий об'єкт критичної інфраструктури, в який окупанти цілилися вночі. Вогнеборців, які гасили пожежу, вчасно попередили про атаку, вони встигли переміститися у безпечне місце. Про постраждалих у атаках відомо не було. Згодом стало відомо про пошкодження наземної інфраструктури газового сховища «Нафтогазу» внаслідок атак.
Під час вибухів у Львівській області 29 березня представники Повітряного командування Захід знищили всі 11 ударних безпілотників Shahed-136/131, дві аеробалістичні ракети Х-47М Кинджал, на жаль, збити не вдалось.
У ніч на неділю 31 березня ворог вчергове атакував Львівську область, було завдано ракетного удару по об'єкту критичної інфраструктури в області, внаслідок удару був один загиблий. Відомо що це була повторна атака того самого об'єкта, який був його ціллю 24 та 29 березня, як повідомив голова ОВА.

#### Травень
8 травня близько 5 години ранку сталося влучання крилатими ракетами в енергооб'єкти у Червоноградському та Стрийському районах.

#### Серпень
26 серпня відбувся масований ракетний обстріл України, у ході якого було повідомлено про два атакованих ракетами енергооб'єкти в області. Через декілька днів стало відомо що сапери ДСНС вилучили і знешкодили нерозірвані бойові частини ракет «Кинджал» та «X-101», які потрапили у Львівську область під час обстрілу. Через два місяці, наприкінці жовтня, піротехніки ДСНС знешкодили бойову частину ще однієї російської ракети «Кинджал».

#### Вересень

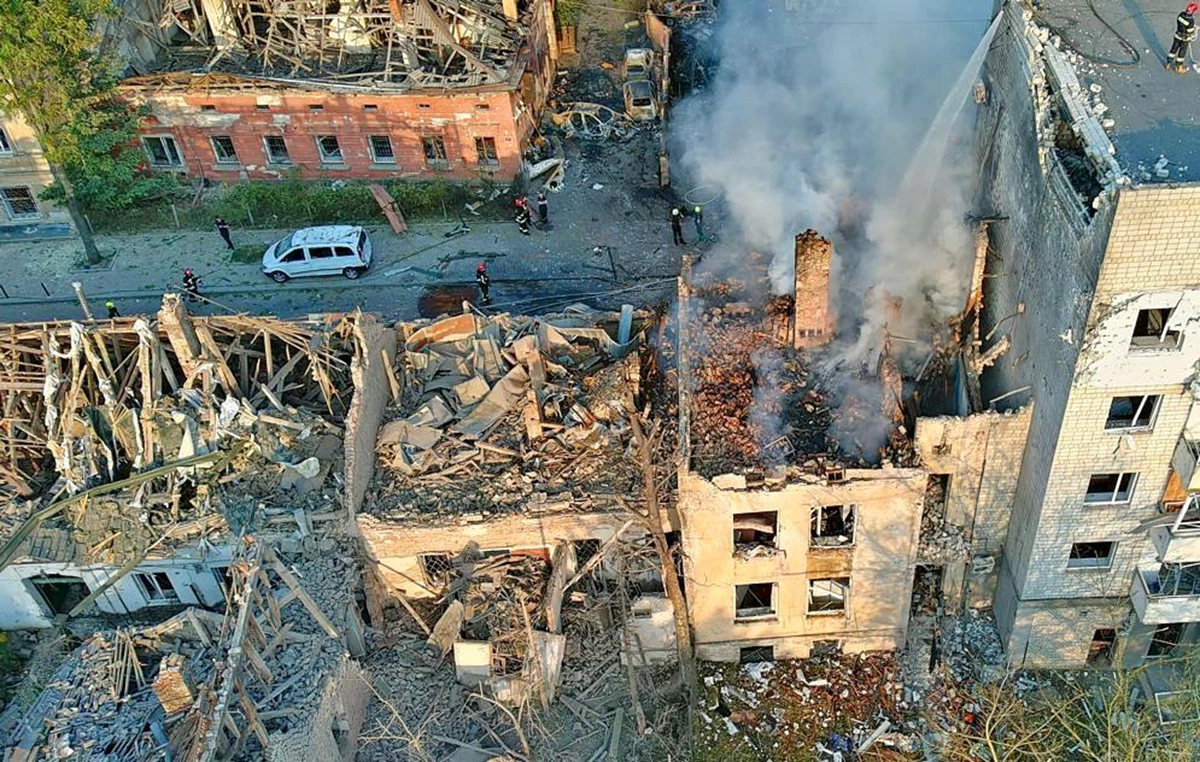
Руйнування після російської атаки 9 вересня

4 вересня відбувся ракетний обстріл історичного центра Львова. Кілька ракет Х-47М2 «Кинджал» влучили у житлову забудову на вулицях Коновальця та Кокорудза у Франківському районі та на вулиці Братів Міхновських у Залізничному районі. Внаслідок ударів отримали пошкодження 5 закладів освіти, 2 лікарень, зокрема Центру спортивної медицини і реабілітації, будинку чернечих спільнот, разом щонайменше 7 пам'яток архітектури. Також відомо про руйнування та пошкодження близько 50 житлових будинків, семеро людей загинули, серед них троє дітей, ще 64 отримали поранення. Уламки впали на територію Львівського аеропорту та пошкодили храм ПЦУ святого Юрія Переможця на вулиці Чернівецькій.  
Прем'єр-міністр Польщі Дональд Туск пообіцяв допомогти у відновленні забудови, що постраждала.
6 вересня внаслідок роботи ППО було зафіксоване падіння уламків на складську територію у Малехові, також згоріли вантажні авто, без постраждалих.
20 вересня внаслідок падіння уламків БпЛА пошкоджено господарську споруду в селищі Куликів, без постраждалих.

#### Листопад
17 листопада внаслідок масованої ракетної атаки через падіння уламків загинула одна людина у Шептицькому районі, 3 зазнали поранень.

### 2025

#### Червень
У ніч на 6 червня російські війська атакували Львівську область бойовими безпілотниками та крилатими ракетами, пошкоджень зазнав промисловий обʼєкт у Дрогобицькому районі, обійшлося без жертв. 29 червня було пошкоджено промисловий обʼєкт в Дрогобичі, у ході масованого ракетно-дронового обстрілу України.

#### Липень
У Львові внаслідок російської атаки у ніч проти суботи, 12 липня, зафіксовано влучання у житловий будинок та нежитлові приміщення на вулицях Олени Степанівни та Митрополита Андрея, також відбулося ураження Львівського державного авіаційно-ремонтного заводу.